# Capo San Niccolò
Capo San Niccolò (talvolta anche indicato come capo Planca, capo Planka  o punta Planka, in croato Ploča o Planka) è una penisoletta rocciosa che si spinge nell'Adriatico, nella costa dalmata centrale, tra Sebenico (a nord) e Traù (a sud), in Croazia.
Antico luogo di culto dell'eroe greco Diomede, vi sono stati ritrovati reperti micenei che testimoniano gli antichi contatti tra le popolazioni locali e la Grecia. In epoca romana il luogo era significativamente chiamato promunturium Diomedis; insieme alle foci del Timavo e ai  promontori del Gargano e del Conero era uno dei punti nodali della più antica frequentazione greca in Adriatico; insieme a questi luoghi fu luogo primario della diffusione del culto di Diomede in occidente.
Sulla punta si vede la piccola chiesetta di San Giovanni, detto della Malvasia (Sv. Ivan).
Secondo il patto di Londra del 1915, in corrispondenza di questo capo doveva passare il punto più meridionale del confine terrestre della Dalmazia assegnata al Regno d'Italia.
Due scogli si trovano a breve distanza dalla punta: 
- Planca[4] (Planka), adiacente alla punta, ha un'area di 1272 m²[13] 43°29′36″N 15°58′08″E.
- scoglio Millelire[14][15] (Melevrin), situato 900 m[10] circa a est-sud-est, ha un'area di 2565 m²[13] 43°29′28″N 15°58′51″E.